# Život a doba soudce Roye Beana
Život a doba soudce Roye Beana (v anglickém originále The Life and Times of Judge Roy Bean) je americký komediální filmový western z roku 1972, který natočil John Huston podle scénáře Johna Miliuse. Titulní roli ztvárnil Paul Newman. Snímek volně vychází ze života amerického majitele saloonu a smírčího soudce v okrese Val Verde County v Texasu Roye Beana.

## Děj
Psanec Roy Bean přijíždí do města Vinegaroon v západním Texasu, kde ho místní zbijí, okradou a téměř oběsí. Zachrání ho mladá žena Maria Elena. Bean se vrací a zastřelí všechny, kdo mu ublížili. Sám se prohlásí za soudce a „zákon západně od Pecosu“.
Bean přejmenuje saloon na The Jersey Lilly podle herečky Lillie Langtry, kterou uctívá, ale nikdy se s ní nesetkal. Maria Elena dostane nový domov a oblečení. Když do města přijede banda zlodějů, Bean je místo boje jmenuje strážci zákona. Ti začnou zatýkat jiné zločince, přivlastňují si jejich majetek a soudí podle Beanových pravidel.
Bean zavádí svéráznou spravedlnost – nechá pověsit vraha, trestá nevěstky tím, že musí zůstat ve městě, a když opilec postřelí Lilliin portrét, okamžitě ho zastřelí. Poté mu prohledá kapsy a pokutu za střelbu uloží rovnou mrtvému.
Bean se setká s různými podivíny, včetně horala Grizzly Adamse, který mu daruje medvěda. Když násilník Bad Bob vyvolá rozruch, Bean ho chladnokrevně zastřelí zezadu. Právník Frank Gass tvrdí, že saloon je jeho, a Bean ho proto zavře do klece s medvědem.
Odjíždí do San Antonia navštívit Lillie Langtry, zatímco těhotná Maria Elena zůstává ve městě. V jeho nepřítomnosti Gass a nevěstky převezmou moc. Bean je okraden a vrací se domů, aby zjistil, že Maria Elena zemřela při porodu. Pojmenuje dítě Rose a plánuje oběsit lékaře, ale Gass, nyní starosta, mu v tom zabrání. Zdrcený Bean odjíždí.
Po letech je město bohaté díky ropě. Rose je dospělá a jednoho dne se setká se svým otcem. Následuje přestřelka, při níž Bean pronásleduje Gasse do hořící budovy se slovy: „Za Texas a slečnu Lillie!“ Později přijede vlakem samotná Lillie Langtry a dozví se o Beanově legendě.